# کاخ سفید (تیسفون)

نقشه کلانشهر تیسفون؛ کاخ سفید در بخش مدینه‌العتیق در کرانه خاوری قرار دارد

کاخ سفید محل اصلی سکونت شاهنشاه ساسانی در تیسفون پایتخت (در حدود ۳۵ کیلومتری جنوب شرق بغداد امروزی) بود که احتمالاً به دست دومین شاهنشاه ساسانی شاپور یکم (حک. ۲۴۰–۲۷۰) بنا شده‌است.
به گفتهٔ یعقوبی، مورخ مسلمان، این کاخ در کرانه شرقی دجله، در منطقه‌ای که به عربی آن را مدینه‌العتیق («شهر کهنه») می‌نامند، واقع شده بود. در منابع اسلامی بعدی، کاخ سفید معمولاً با ایوان کسرا اشتباه گرفته می‌شود. با این حال نویسندگان مسلمان اولیه همچون طبری و یعقوبی، که هر دو کار خود را از منابع اولیه می‌گرفتند، میان این دو کاخ تمایز قائل می‌شوند. در واقع، ایوان کسرا ساختمانی متعلق به سده ششم میلادی است که در اسپانبر در جنوب کاخ سفید واقع شده‌است. برخلاف کاخ سفید که دارای استحکام بسیار خوبی بود و محافظت از آن آسان بود، این ایوان یک ساختمان باز بود که برای سخنرانی‌های عمومی، مهمانی‌ها و خوش‌آمدگویی به فرستادگان خارجی استفاده می‌شد.
کاخ سفید در زمان حمله اعراب به ایران اشغال و غارت شد. در سال ۷۵۵ میلادی منصور دوانیقی دومین خلیفه عباسی (حک. ۷۵۴–۷۷۵) تخریب کاخ را آغاز کرد تا پایتخت جدید خود، بغداد، را بسازد. گرچه بعداً دستور بازسازی آن را داد، اما همچنان خراب بود. سرانجام این کاخ در سال ۹۰۳ به دستور مقتفی خلیفه عباسی (حک. ۹۰۲–۹۰۸) ویران شد و از بقایای آن برای پایان ساخت کاخ تاج در بغداد استفاده شد.